# بروبيرام
بروبيرام Propiram H أو (Algeril, Dirame, Bay 4503) هو مسكن جزئي مو أفيوني يعتبر من المستقبلات الناهضة الضعيفة مضادات مو من عائلة الـampromide، اخترع في عام 1963 في المملكة المتحدة من قبل شركة باير ولكن لم يتم تسويقه على نطاق واسع، على الرغم من أنه شهد استعمال سريري محدود، تقرير صدر في مرجعية  حقائق ومقارنات المخدرات ، في الطبعة 56 (2002) أفادت البحوث عن المخدرات قد زادت في السنوات القليلة الماضية،
وهو مقلد له ألفة لمستقبلات ميو الأفيونية وحاجب ضعيف لها، أما باقي المستقبلات (غاما - سيغما - ...) فإلفته غير معروفة لها حتى الآن. كان له استعمال سريري محدود خاصة في طب الأسنان. تستخدم بشكل حصري كملح فومارات، له أساس حر معدل انقلابه 0.70.
أكثر بقوة بحوالي 10 في المائة من قوة مسكن المورفين مع 50 على & nbsp؛ ميليغرام أي ما يعادل أكثر من 60 على & nbsp؛ ميليغرام من الكوديين أو 50 على & nbsp؛ ميليغرام من البنتازوسين في العديد من المرضى، بروبيرام هو مسكن فعال، يشبه إلى حد أدوية أخرى مثل تلك بالإضافة إلى بيثيدين، ذات الجرعة العادية حوالي 50-100 على & nbsp؛ ميليغرام ومدة العمل منه 3-6 ساعات.. أيضاً هو أكثر قوة وفعالية من الكودايين،

## الخواص الكيميائية
- الاسم العلمي وفقاً لـ(IUPAC) :

N-(1-methyl-2-piperidin-1-ylethyl)-N-pyridin-2-ylpropanamide
- الصيغة الكيميائية: C16H25N3O
- الكتلة المولية: 275.39 غ/مول [5][6]

## طرق الإعطاء
- عن طريق الفم.
- عن طريق الحقن.
- عن طريق المستقيم.[7]

## الحرائك الدوائية
- بدء التأثير: 3-6 ساعات.
- التوافر الحيوي: 97% يلي تناوله فموياً.
- العمر النصفي: 5.2 ساعات.

له فعالية تقدر بـ10% من فعالية المورفين. و50ملغ منه تكافئ كثر من 60 ملغ من الكودئين (فهو أكثر قوة منه) أو 50ملغ من البينتازوسين عند العديد من المرضى.
وهو مسكن فعال مقارنةً بغيره من الأدوية كبيثيدين (ويبقى فترة أطول منه وله بدء تأثير أسرع ) بجرعة عادية تقدر بـ 50-100ملغ.

## التاثيرات الجانبية
- تثبيط.
- دوار.
- غثيان.
- إقياء.